# Dödssynd
Dödssynd är en kristen föreställning om synder som är så allvarliga att de leder till andens död eller till att personen inte får evigt liv, ofta liktydigt med att personen efter döden kommer att hamna i helvetet om ingen omvändelse sker. 
Ordet finns i 5 kap, Första Johannesbrevet: 
Om någon ser sin broder begå en synd som inte är en dödssynd skall han be, och han skall ge liv åt honom, åt dem som inte begår någon dödssynd. Det finns synd som leder till döden. Det är inte sådan synd jag menar när jag säger att man skall be. Varje orätt är en synd, men det finns synd som inte är dödssynd.
Enligt kristen uppfattning innebär all synd en förolämpning mot, och förnekelse av, Gud. Till skillnad från mindre allvarlig synd, bryter dödssynderna banden till Gud (jämför bannlysning). För att en synd ska definieras som en dödssynd krävs ofta att
1. Synden har en hög grad av allvar.
2. Den som begick synden var fullt medveten om vad den gjorde.
3. Synden begicks frivilligt eller i samtycke.[2]

Paulus räknar upp flera dödssynder i Nya Testamentet, exempelvis: otrohet, lönskaläge, förförelse, orenhet, vrede, heresi, och mord.
Den katolska kyrkan räknar vissa bestämda synder såsom dödssynder – de så kallade sju dödssynderna.